# Nymphon draconis
Nymphon draconis är en havsspindelart som beskrevs av Child, C.A. 1990. Nymphon draconis ingår i släktet Nymphon och familjen Nymphonidae. Inga underarter finns listade i Catalogue of Life.